# 陈时谦“大夫第”
陈时谦“大夫第”，位于中国广东省汕头市澄海区澄华街道城西居委，现为澄海区文物保护单位，类型为古建筑，公布时间为2002年5月24日。
陈时谦“大夫第”的历史年代为清代。